# Cahokia Vallis
Cahokia Vallis és un vallis de 77 km de diàmetre de Mercuri. Porta el nom de Cahokia Mounds, una antiga ciutat del sud d'Ilinois (Estats Units), i el seu nom va ser aprovat per la Unió Astronòmica Internacional el 2013.